# Gabriella Di Laccio
Gabriella Di Laccio  es una soprano de ópera brasileña. Actúa en el género de la ópera seria del Barroco y en el repertorio clásico y romántico temprano. Su carrera abarca la ópera, el oratorio y la música de cámara.

## Trayectoria
Di Laccio nacida en Brasil, tiene nacionalidad italiana y brasileña. Comenzó su carrera como cantante bajo la guía de la soprano brasileña Neyde Thomas y se graduó con distinción en la Universidad de Música y Bellas Artes de Paraná, Brasil. Mientras todavía estaba en la universidad, Di Laccio se incorporó a la Compañía de Ópera del Teatro Guaira en Brasil e hizo su debut profesional  en Las bodas de Fígaro, como Barbarina. Su éxito inicial continuó cuando le ofrecieron ocupar la plaza de soprano solista en el grupo Camerata Antiqua de Curitiba, durante su gira de conciertos, lo que le ofreció la oportunidad de actuar por todo su país natal durante varios años como solista. Di Laccio continuó su educación en el Royal College of Music de Londres, donde obtuvo los diplomas de posgrado en interpretación de ópera y como especialista en música antigua.
Los papeles operísticos incluyen a Adina ( L'elisir d'amore ), Gilda ( Rigoletto ), Cleopatra ( Giulio Cesare ), Adele ( Die Fledermaus ), Despina ( Così fan tutte ), Zerlina ( Don Giovanni ), Susanna ( Las bodas de Fígaro ), Semele (Handel), Musetta ( La bohème ) entre otros. Las producciones de ópera barroca incluyen Platée de Rameau en el Athens Concert Hall en Atenas, L'Orfeo de Monteverdi y Dido y Eneas de Purcell con el English Bach Festival en Londres.
Como intérprete del repertorio barroco ha cantado con Amaryllis Consort, Il Festino, Concerto Instrumentale, Di Profundis, Orquesta Barroca del Mercosur y conjunto barroco Florilegium.
El 4 de marzo de 2013 fue galardonada con el premio al Artista Clásico del Año 2012 en los Premios Latin-UK patrocinados por Air Europa de España.
El 11 de noviembre de 2016 lanzó su primer álbum en solitario Bravura con arias de virtuosismo y piezas instrumentales del período barroco.

## Causas benéficas
Di Laccio es también la fundadora y curadora de la fundación benéfica Donne - Women in Music, que busca generar un cambio positivo y corregir la desigualdad de género dentro de la industria musical.
Di Laccio es la presidenta y fundadora de Bravo Brasil, una organización benéfica que apoya la educación musical gratuita y ayuda a los niños necesitados de su país natal.
En 2018, Di Laccio fue elegida como una de las 100 mujeres de la BBC como soprano y por su contribución a través de DONNE: Women in Music.

## Reconocimientos
- 2001: Beca Fundación Araucaria (Brasil)
- 2001: Premio Peter Pears, Royal College of Music
- 2002: Premio Ricardo III para cantantes de concierto, Royal College of Music
- 2012: Artista Clásico del Año, Premio Lukas de Air Europa
- 2018: BBC 100 Mujeres más inspiradoras e influyentes del mundo
- 2019: Premio Mujer del Año de la Guía Londres